# Övre Storvik
Övre Storvik är en bebyggelse i Ovansjö socken i Sandvikens kommun. Området var före 2015 klassat som en småort för att därefter räknas som en del av Storvik.